# Mattapoisett
Mattapoisett ist eine kleine Hafenstadt an der Ostküste des US-Bundesstaats Massachusetts mit einer Fläche von 60,4 km².
Das U.S. Census Bureau hat bei der Volkszählung 2020 eine Einwohnerzahl von 6508 ermittelt.

## Geographie
Mattapoisett liegt knapp 20 Meter über dem Meeresspiegel. Die Landschaft ist typisch für Neuengland, sehr waldreich und grün. Das Stadtbild ist von breiten Alleen und Holzhäusern im Kolonialstil geprägt.

## Geschichte
Mattapoisett wurde um 1750 als Stadtteil von Rochester gegründet und wurde 1857 ein eigenständiger Ort. Erste Handelsposten für Schiffsbedarf im jetzigen Stadtgebiet von Mattapoisett gab es aber schon um 1680. Der Grund für eine Stadtgründung im Gebiet von Mattapoisett waren die fischreichen Gewässer vor der Küste und der fischreiche Mattapoisett River. 
Bekannt wurde der Ort im 19. Jahrhundert für seine ausgezeichneten Schiffbauer. Walfangschiffe aus Mattapoisett erlangten Weltruhm, zwischen 1740 und 1860 verließen mehr als 400 Segelschiffe die Werften der Stadt. Die Bekanntesten waren wohl der Walfänger Wanderer, das schönste Walfangschiff seiner Zeit und das letzte Segelschiff, das 1878 als Walfänger vom Stapel lief, und die Acushnet, auf der Herman Melville segelte. Mit dem Aufkommen von Dampfschiffen und dem Rückgang der Waljagd verloren die Werften an Aufträgen und die Stadt stand kurz vor dem Bankrott. Die Oberschicht von New York City und Boston entdeckte jedoch das malerische Örtchen als idealen Platz für ihre Sommerresidenzen, was immer noch die Haupteinnahmequelle der Stadt ist.